# Kalanchoe teretifolia
Kalanchoe teretifolia là một loài thực vật có hoa trong họ Crassulaceae. Loài này được Deflers miêu tả khoa học đầu tiên năm 1893.